# Hambye
Hambye ist eine französische Gemeinde mit 1.077 Einwohnern (Stand 1. Januar 2022) im Département Manche in der Region Normandie. Sie gehört zum Arrondissement Coutances und zum Kanton Quettreville-sur-Sienne. Die Einwohner werden Hambyons genannt.

## Geografie
Die Gemeinde Hambye liegt etwa 22 Kilometer südsüdöstlich von Saint-Lô im Süden der Halbinsel Cotentin. Der Fluss Sienne begrenzt die Gemeinde im Süden. Umgeben wird Hambye von den Nachbargemeinden Saint-Martin-de-Cenilly und Notre-Dame-de-Cenilly im Norden, Le Guislain im Nordosten, Maupertuis im Osten, Percy-en-Normandie im Südosten und Süden, Gavray-sur-Sienne im Süden, La Baleine im Südwesten sowie Saint-Denis-le-Gast im Westen.

## Bevölkerungsentwicklung
| Jahr                       | 1962 | 1968 | 1975 | 1982 | 1990 | 1999 | 2006 | 2015 | 2022 |
| -------------------------- | ---- | ---- | ---- | ---- | ---- | ---- | ---- | ---- | ---- |
| Einwohner                  | 1750 | 1558 | 1318 | 1241 | 1218 | 1121 | 1151 | 1154 | 1077 |
| Quellen: Cassini und INSEE |      |      |      |      |      |      |      |      |      |

## Sehenswürdigkeiten
- Klosterruine von Hambye aus der ersten Hälfte des 13. Jahrhunderts
- Kirche Saint-Pierre aus dem 16. Jahrhundert
- Kapelle Sainte-Thérèse
- zwei Lavoirs

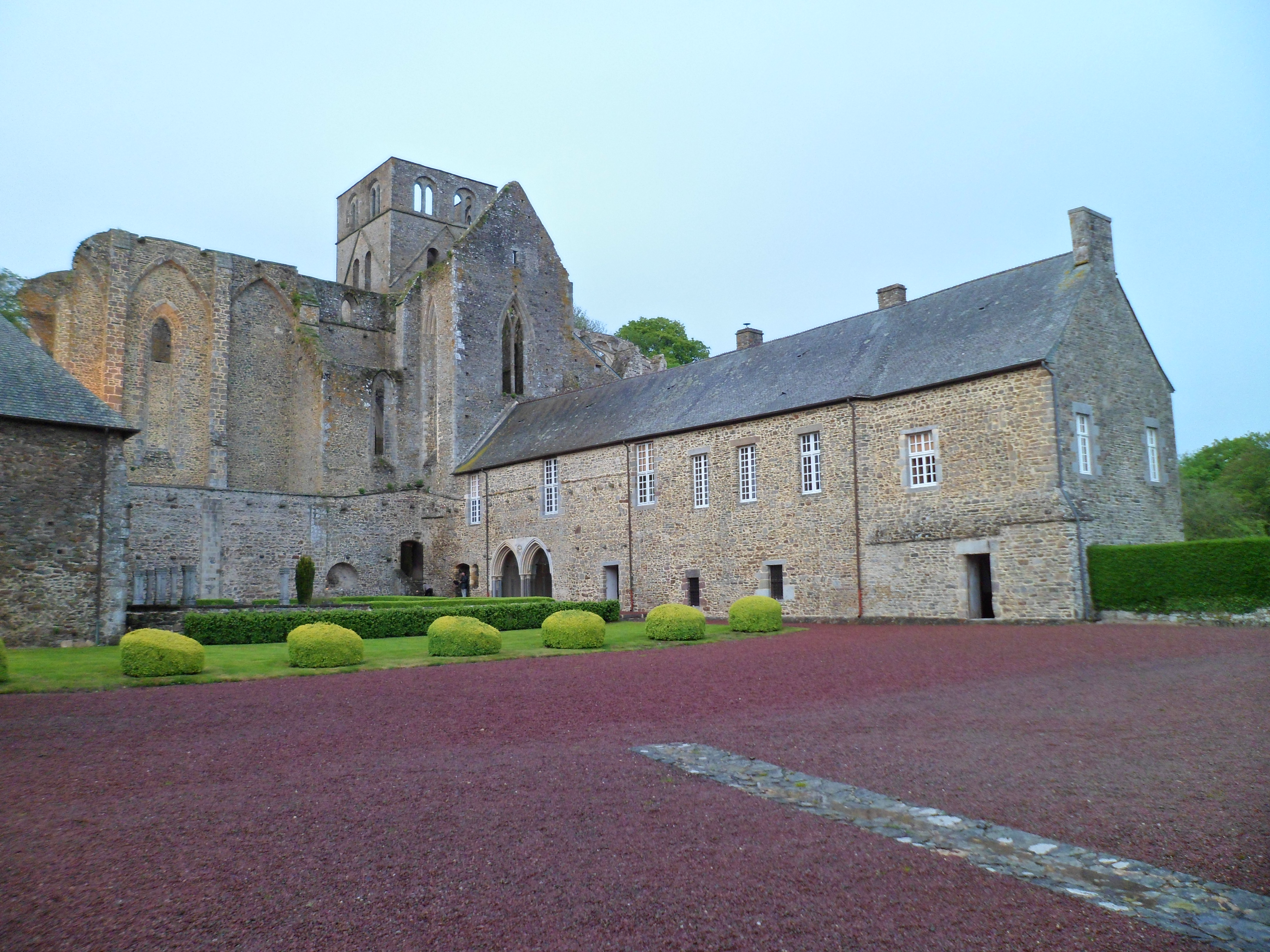
Klosterruine Hambye
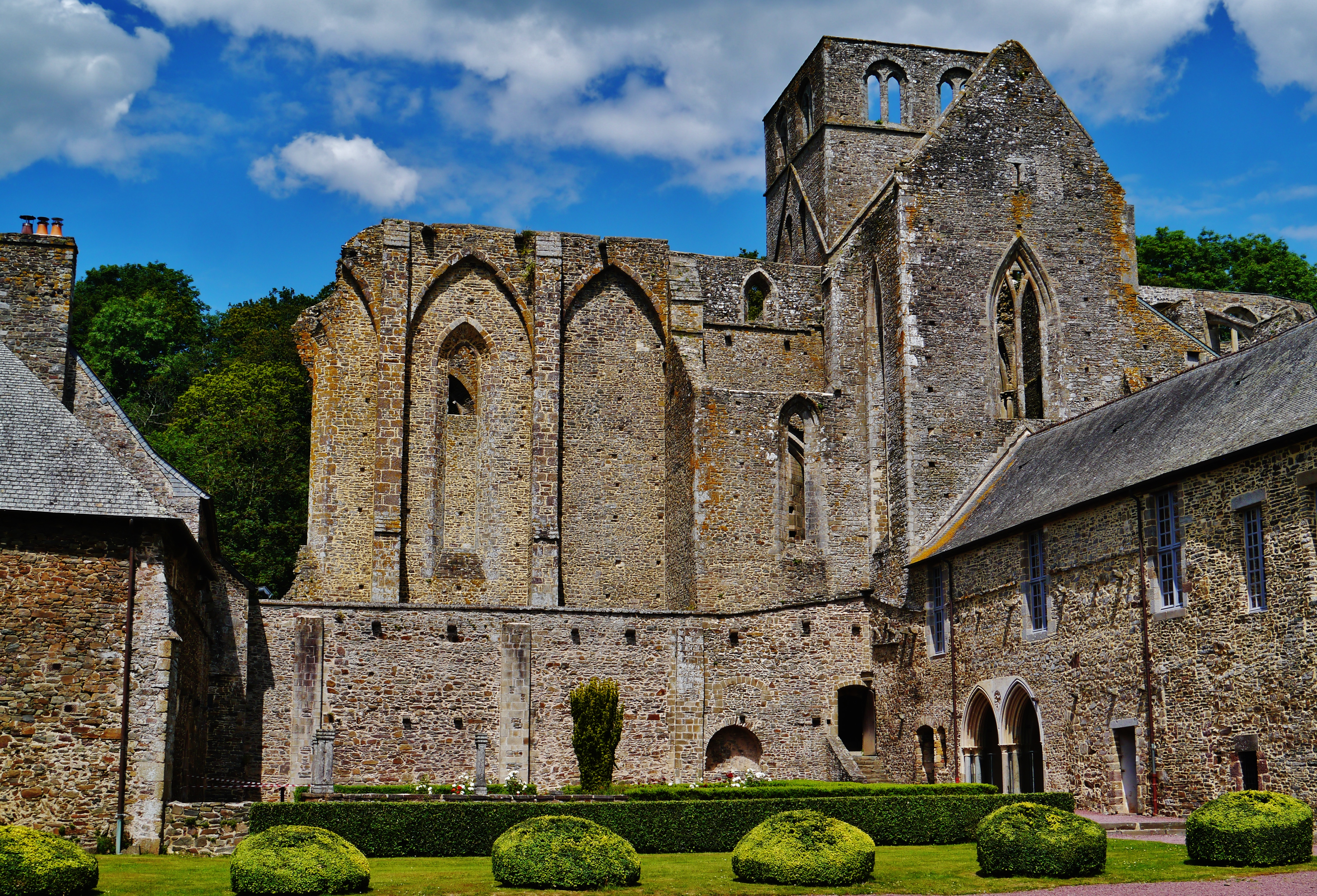
Südseite der Klosterruine
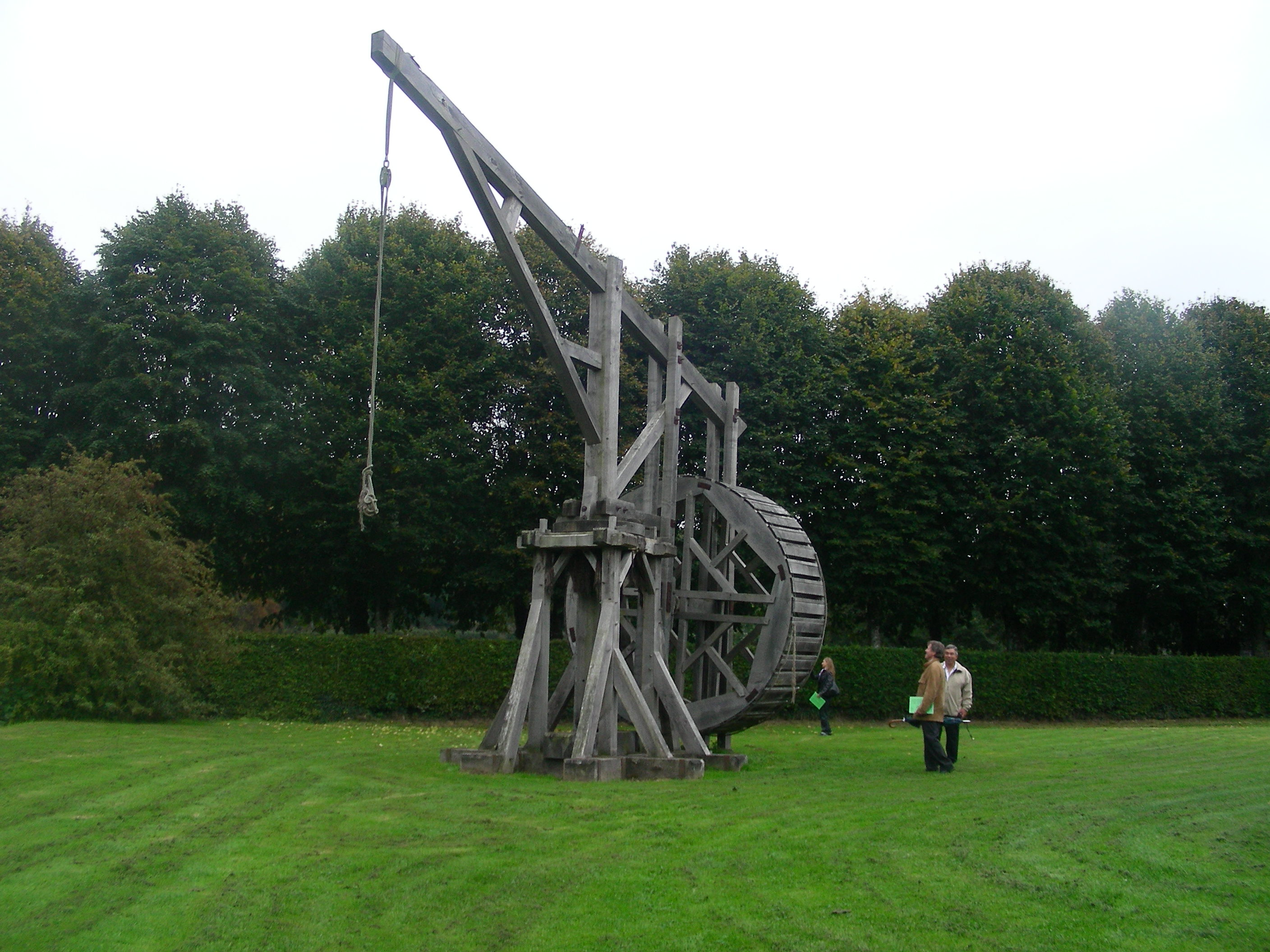
Mittelalterlicher Kran auf dem Klosterhof
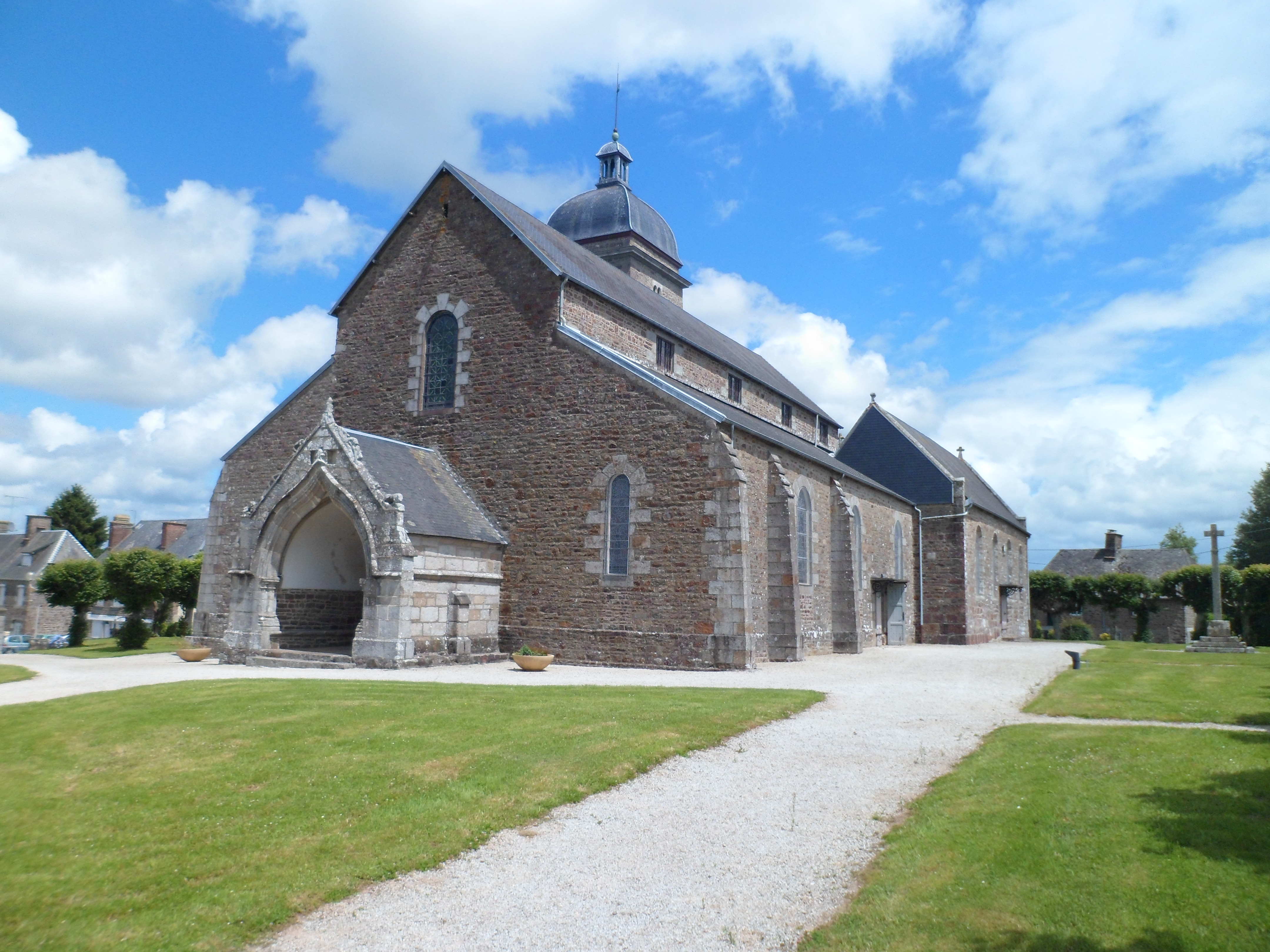
Kirche Saint-Pierre
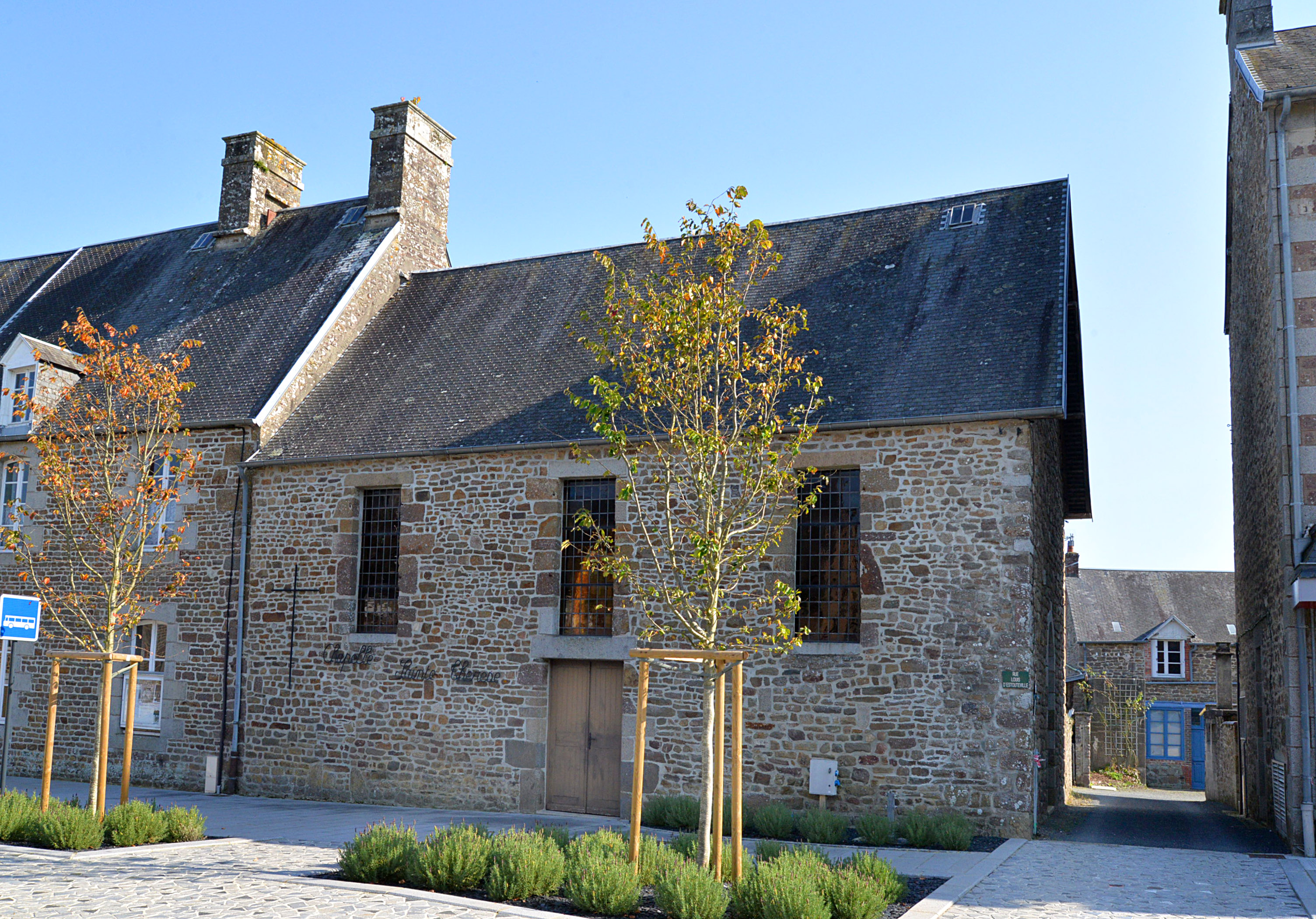
Kapelle Sainte-Thérèse

## Gemeindepartnerschaften
Mit den britischen Ortschaften Lacey Green und Speen in Buckinghamshire (England) bestehen Partnerschaften.

## Persönlichkeiten
- Jean-Baptiste Douville (1797–1837), Entdecker und Abenteurer
- Vital Lehodey (1857–1948), Trappist und Mystiker